# Sonya Friedrich

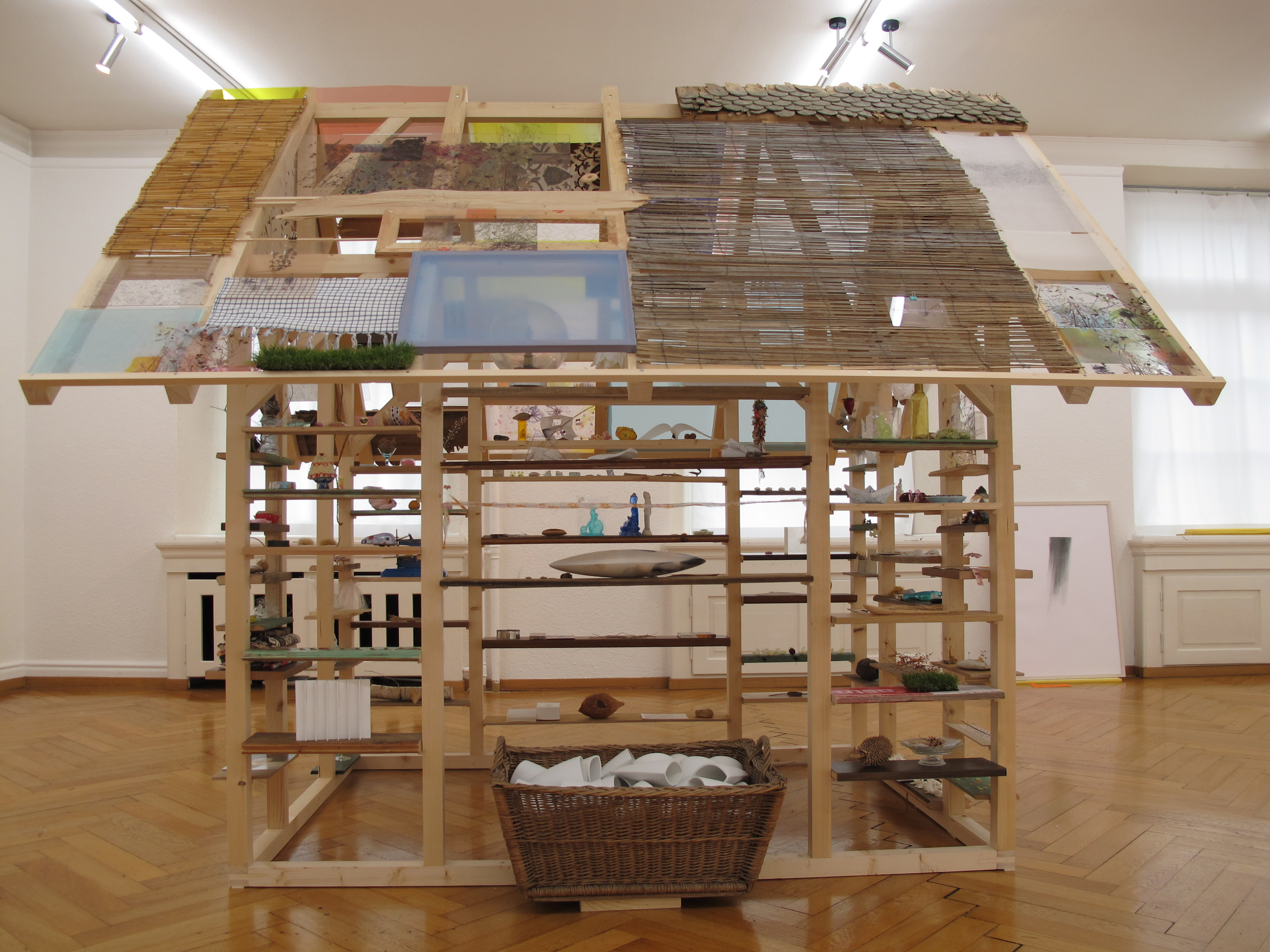
«Ich möchte wieder Ziegen hüten, Hanami = japanisch, Blüten betrachten». 2011. Mixed media. Ca. 240 × 240 × 280 cm. Kunstmuseum Olten

Sonya Friedrich (* 17. Februar 1960 in Grossaffoltern) ist eine Schweizer Künstlerin, die sich den Bereichen Zeichnung, Plastik, Installationskunst und Baugestaltung widmet.
Ihre Arbeiten sind mehrheitlich das Resultat von Untersuchungen zum Thema Leichtigkeit, Transparenz, Fragilität und Schweben. Immer wieder kommt ihr tiefes Interesse für die Botanik zum Ausdruck. Ihre Bildsprache bewegt sich zwischen handwerklicher Perfektion und einem verspielten, spontanen Ausdruck. Bezüge zu Schriftstellern und Dichtern wie E.T.A. Hoffmann, Lewis Carroll, Italo Calvino, Antoine de Saint-Exupéry und Wolfgang Hildesheimer haben in Sonya Friedrichs Schaffen einen wichtigen Stellenwert. Im Rahmen von durch sie geleiteten Kursen und Workshops sind des Öftern Kollektivarbeiten entstanden, unter anderem eine Reihe von Windrädern.

## Leben
Sonya Friedrich wuchs in Grossaffoltern BE auf. Ihr Vater war Schreiner und weckte in ihr das Interesse für alles Handwerkliche. Nach der Ausbildung zur Werklehrerin am Lehrerseminar Thun begann sie ihre Lehrtätigkeit. 1994 erwarb sie das Fachpatent Zeichenlehrerin. Prägend wurde eine einjährige Reise durch Indonesien, Thailand, Nepal. Hier lernte sie eine den heutigen westlichen Werten entgegengesetzte Mentalität kennen, die sie tief beeindruckte. Seit 1992 arbeitet Sonya Friedrich als selbstständige Kunstschaffende in Solothurn.

## Werk
In den neunziger Jahren beschäftigte sich Sonya Friedrich mit mandelförmigen Keramikhohlkörpern, deren Dünnwandigkeit und Leichtigkeit sie bis an die Grenzen des Möglichen entwickelte. Später schuf sie ungegenständliche Zeichnungen, die schwerelosen Bewegungsspuren gleichen. Dann wandte sie sich dem Glasbild zu, wobei sie Scheiben transparent bedruckte, mit Folien hinterlegte oder lasierend bemalte. Parallel zu diesen Arbeiten, bei denen sie oft eigene Fotos benutzte, entstanden verschiedene dreidimensionale Installationskunstwerke.
Die erste installativ-plastische Arbeit war ein transparentes Häuschen mit Giebeldach in der Grösse eines Schrebergartenhäuschens («Ich möchte wieder Ziegen hüten, hanami= japanisch Blüten betrachten», 2011). Sonya Friedrich sammelt leidenschaftlich Fundobjekte ohne oder ohne grossen materiellen Wert wie Samenkapseln, Rindenstücke, Steine, Schneekugeln, gemeinhin als Kitsch bewertete Devotionalien, Spielsachen, Gebrauchsgefässe, Trinkgläser usw. Ihr begehbares Häuschen, das in den Kunstmuseen von Olten und Biel ausgestellt war, nahm einige Hundert dieser Objets trouvés auf – auf Regalen, die das Innen vom Aussen trennten.

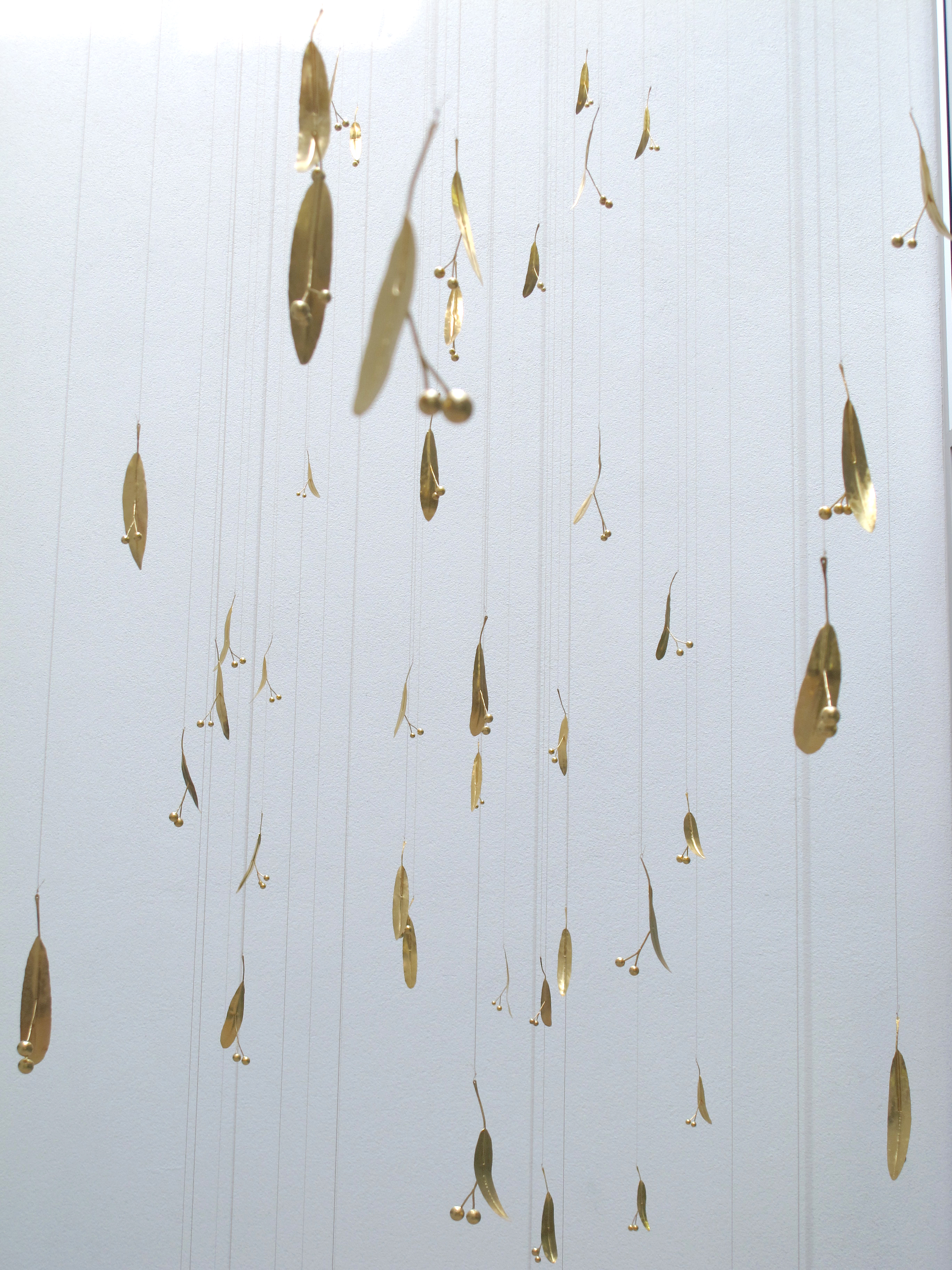
«Lindenblüten, es gibt zu viel Lärm in der Welt». Installation im Kantonsspital Olten. 2012. Detailansicht

Im Sommer 2012 realisierte Sonya Friedrich ihre Installation «Lindenblüten» für den Lichthof des Kantonsspitals Olten. Sie besteht aus 118 vergoldeten Kupfer-Bronze-Lindenblüten in ungefähr doppelter Naturgrösse. Jede der Blüten wurde von Hand als Unikat geschaffen. Als würden sie vom Himmel schweben, hängen sie an dünnen Goldfäden, vom Zufall geordnet, über vier Etagen verteilt. Befestigt sind sie an einem weiss lackierten Eisen-Geäst, das auf 10 Meter Höhe fixiert ist. Je nach Windverhältnissen drehen sich die Blüten oder beginnen zu pendeln.

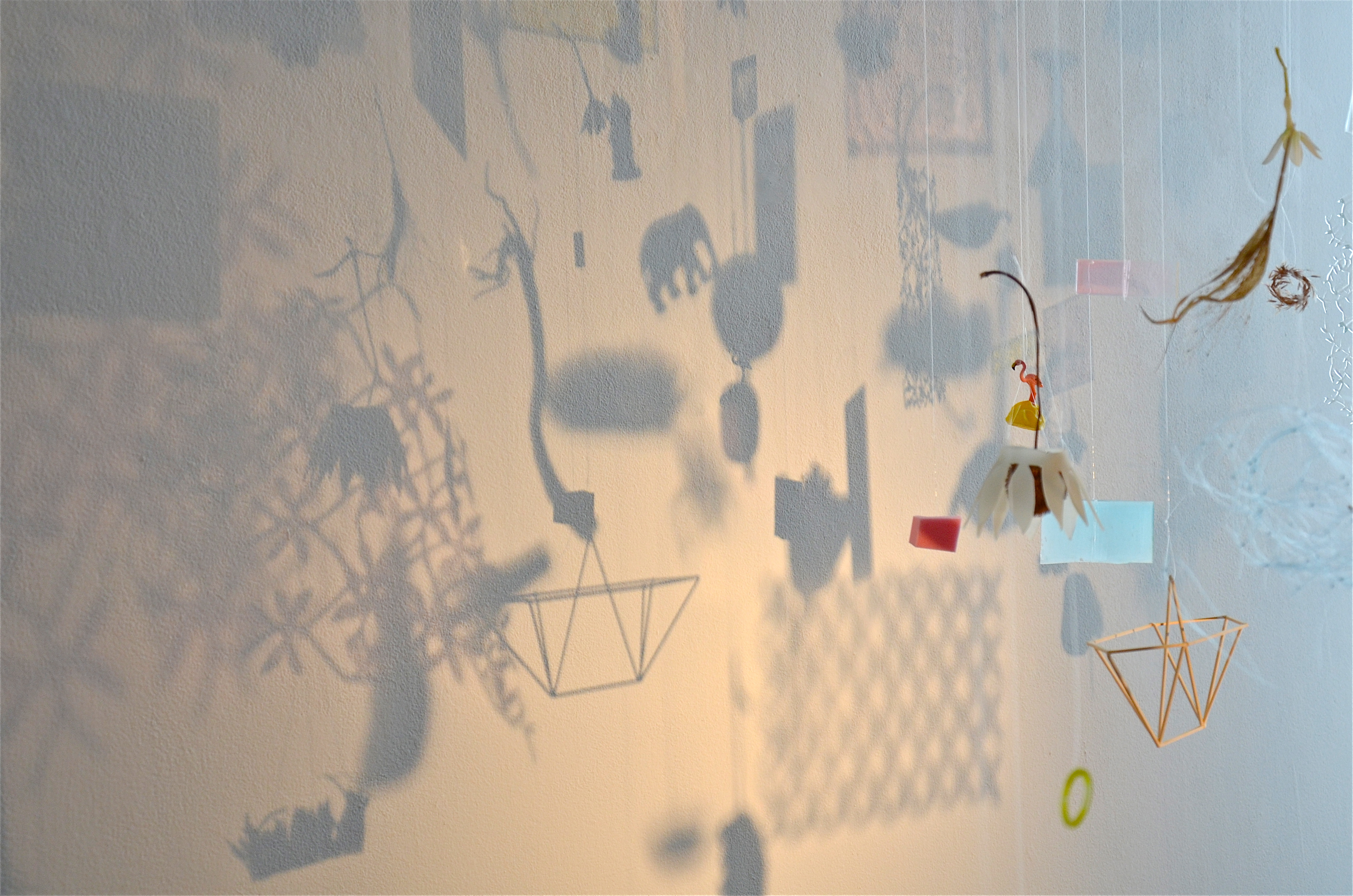
«Wo die Winde sich in unsere kleinen Blumen wühlen». Kinetische Installation für die Kunsträume Oxyd, Winterthur. 2013. Mixed media

Die 2013 entstandene kinetische Installation "Wo die Winde sich in unsere kleinen Blumen wühlen" (der Titel ist ein Jean-Paul-Zitat) besteht aus einem horizontal montierten, federleichten Speichenrad, das von einem Elektromotor angetrieben ist (zwei Umdrehungen pro Minute). Am Rad hängen natürliche und künstliche Fundgegenstände und transparente Glasbilder. Ein Scheinwerfer projiziert die sich langsam bewegenden Schatten und Bilder an eine Wand.
2014 schuf Sonya Friedrich ein fünf Meter langes Hirtentäschel (Capsella bursa-pastoris), neben dem eine Schaukel hängt, auf deren Sitzbrett Italo Calvinos Der Baron auf den Bäumen liegt. Das Werk ist in der Freihandbibliothek der Zentralbibliothek Solothurn installiert. Im gleichen Jahr entstand u. a. das Mobile Libellula für das Wasserkraftwerk Aarberg.

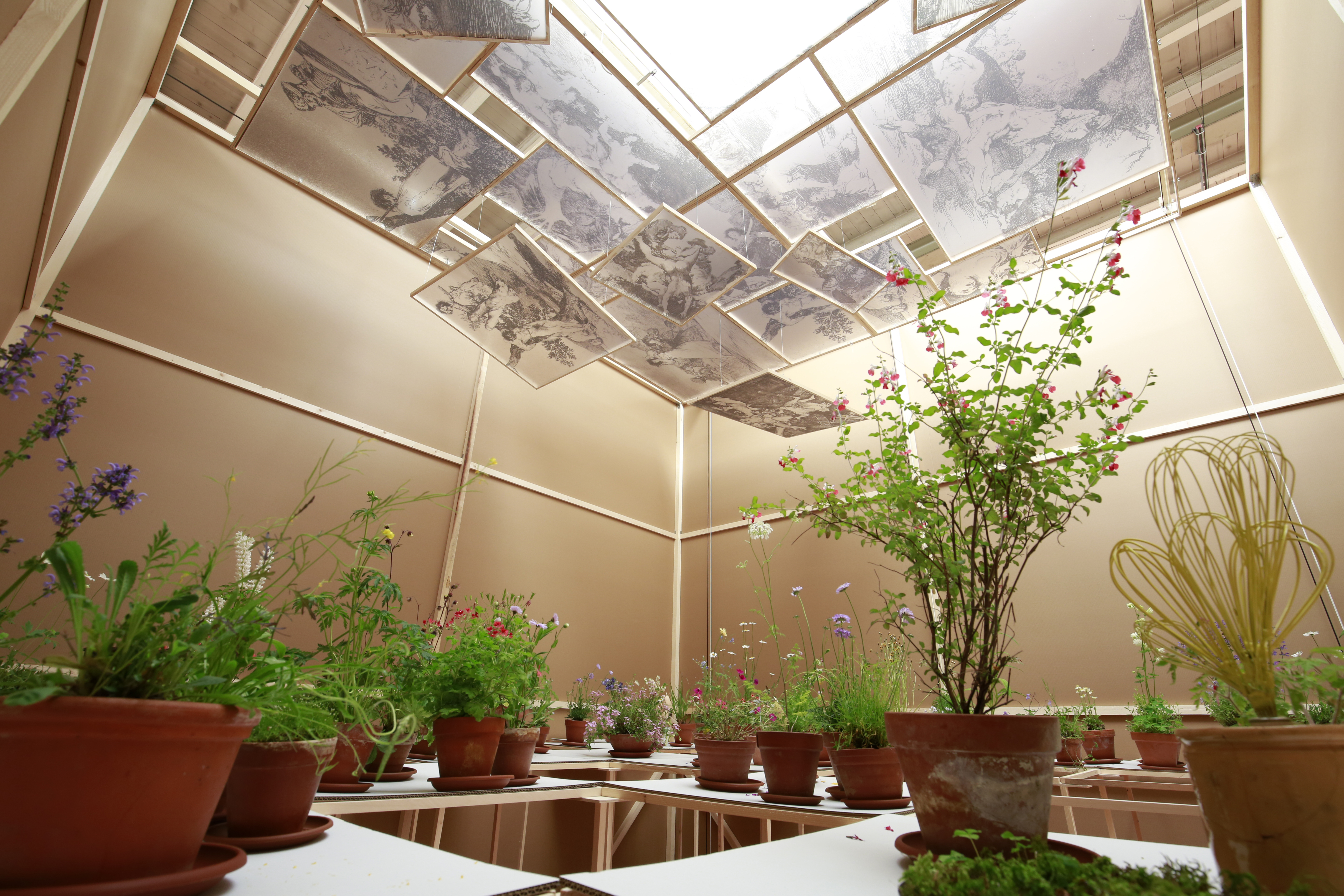
«Goya – También mañana florecerán las flores» 2016 Multimedia Innenansicht

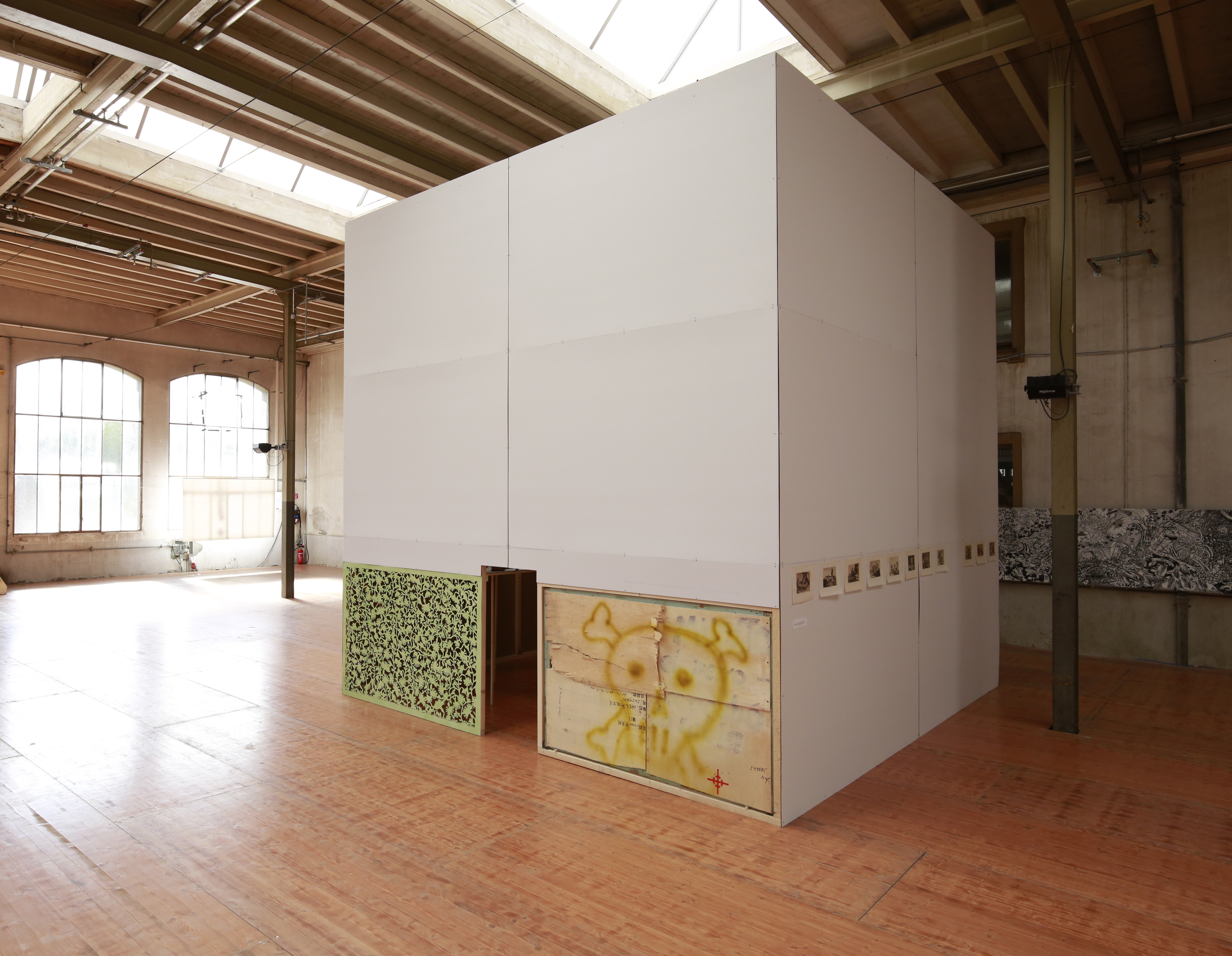
«Goya – También mañana florecerán las flores» 2016 Multimedia Aussenansicht

Den 5 × 5 × 5 Meter grossen Würfel «Goya – También mañana florecerán las flores» realisierte sie für die Ausstellung «Weg der Menschlichkeit – parcours humain» im ehemaligen Tramdepot Burgernziel Bern. Schlicht wie die Kaaba, allerdings weiss, präsentierte sich «Goya – También mañana florecerán las flores» von aussen. Im Inneren befand sich in schachbrettartiger Anordnung auf anderthalb Meter Höhe ein Garten aus grünenden und blühenden Gewächsen. Gegen oben wurde der Würfel durch eine transparente Collage aus Goyas Radierungszyklus Desastres de la Guerra abgeschlossen. Das traditionelle Muster – auf der Erde das Unheil, im Himmel das Paradies – kehrte Sonya Friedrich hier radikal um.
Dürers Meister-Aquarell «Das große Rasenstück» interessiert die Künstlerin in ästhetischer und botanischer Hinsicht, aber auch, weil sie in diesem Werk eine Entsprechung zum eigenen Schaffen sieht, das Unscheinbarem, Unspektakulärem und Demütigem Aufmerksamkeit schenkt. Mit Hilfe von Fachleuten analysierte sie die Pflanzen des «Großen Rasenstücks» und machte das Ergebnis zum Inhalt einer zehnteiligen Installation.

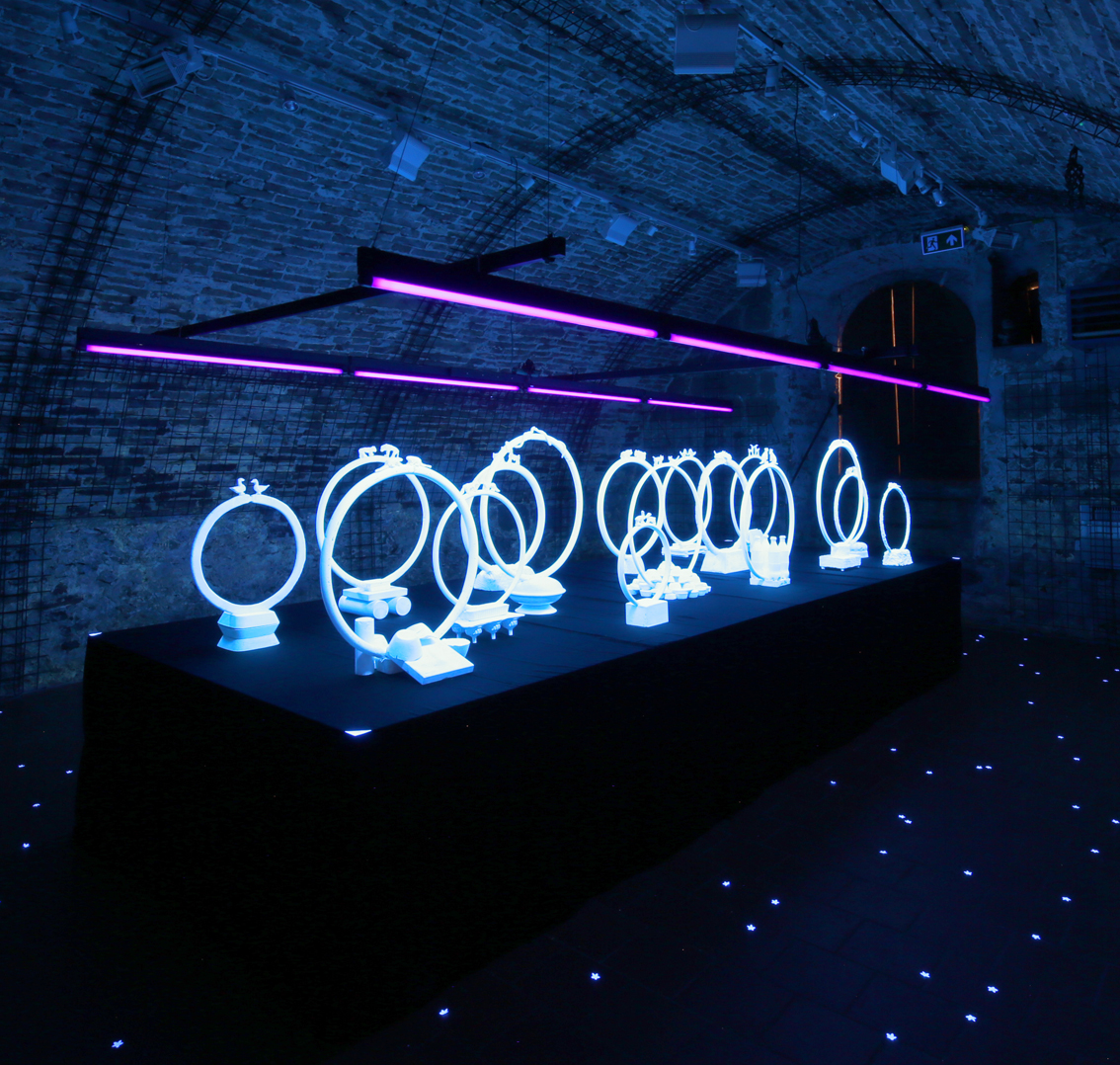
Lichtinstallation im Klosterkeller Fraubrunnen. 2018. Gips und Tonfiguren

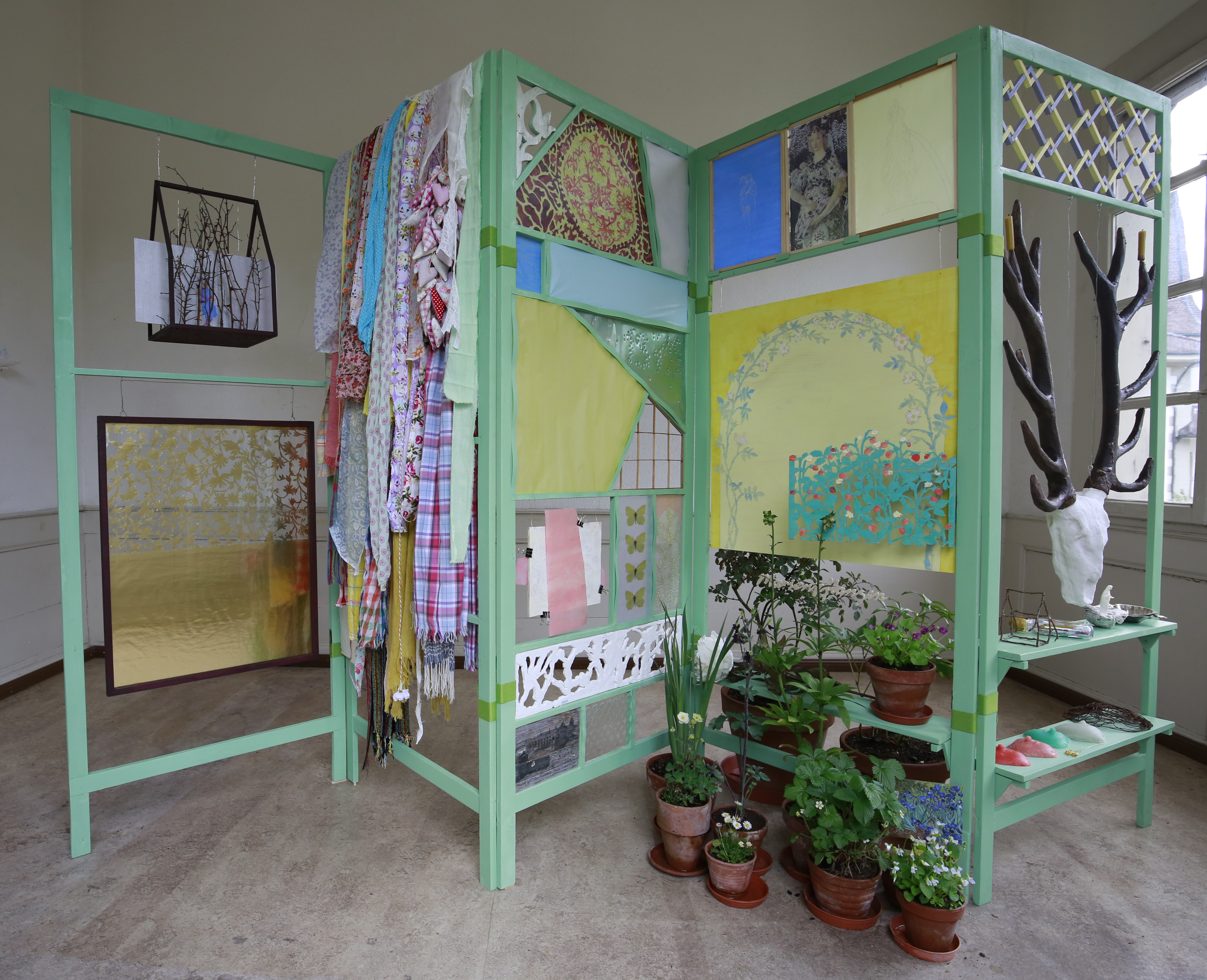
Am Brunnen hinterm Tore 2018 Paravent-Installation im Pförtnerhäuschen Fraubrunnen

Das Angebot, 2018 im ehemaligen Zisterzienserinnenkloster Fraubrunnen (1246–1528) im Kanton Bern ausstellen zu können, führte zur Auseinandersetzung mit dem Thema Fons beatea Mariae, aber auch der Lumineszenz, fand doch ein Teil der Ausstellung in einem fensterlosen, romanischen Kellergewölbe statt. Ihre Installation von 16 Gipsringen mit weissen Ton-Tieren auf dem Scheitel ist ein Beispiel der Absicht der Künstlerin, formale Prägnanz und inhaltlich Vielschichtigkeit zusammenzubringen. Fürs ehemalige Pförtnerhäuschen schuf sie die Installation «Am Brunnen hinterm Tore», die sich vielschichtig auf die Marienverehrung bezieht.

## Kunst und Bau
- 2006: Kunst-und-Bau Projektwettbewerb, realisiert für Baloise Bank SoBa Kriegstetten
- 2007: Kunst-und-Bau Projektwettbewerb, OZ 13 Subingen, mit Max Doerfliger realisiert
- 2010: Kunst-und-Bau realisiert für Baloise Bank SoBa Biberist
- 2012: Kunst-und-Bau Projektwettbewerb, 118 Lindenblüten, realisiert für Kantonsspital Olten
- 2015: Kunst-und-Bau Projektwettbewerb, Gewässerpreis Schweiz, realisiert für das Wasserkraftwerk Aarberg

## Auszeichnungen und öffentliche Ankäufe
- 2002: Werkbeitrag des Kantons Solothurn
- 2015: Anerkennungspreis Regiobank Solothurn

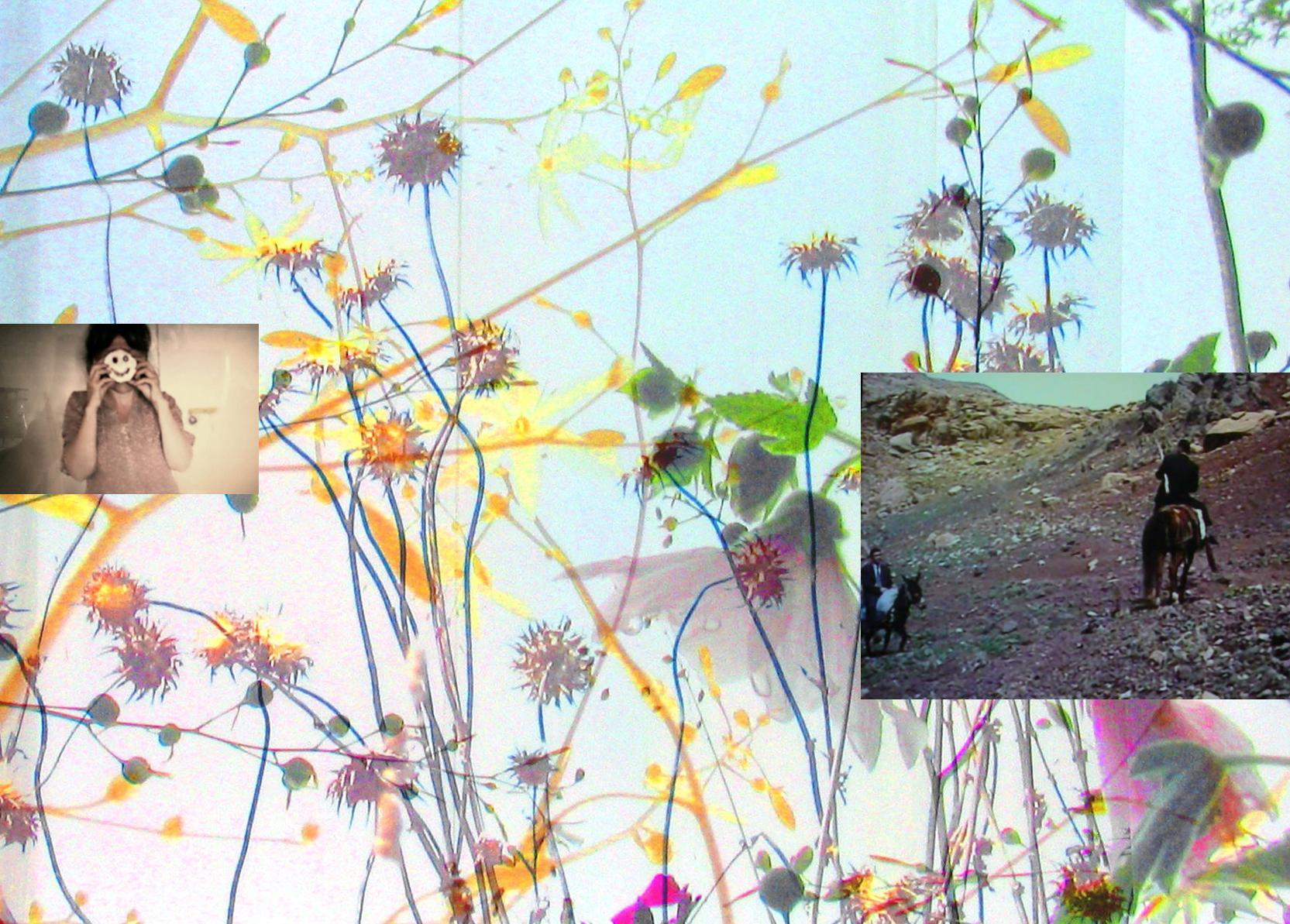
Aus der Installation «Erde entgeht dem Himmel nicht». 2012. Digitalprint auf Glas

- Kanton Solothurn, mehrere Ankäufe
- Stadt Solothurn
- Solothurner Bank SoBa, Grenchen
- Gemeinde Grossaffoltern BE
- Swiss Prime Site, Olten
- Zentralbibliothek, Solothurn
- Gymnasium Neufeld, Bern

## Ausstellungen
- mehrmals beteiligt an Kantonalen Jahresausstellungen der Solothurner Künstlerinnen und Künstler

- 1993: «Bilder», Galerie Vita, Bern, Gruppenausstellung
- 1995: Galerie Vita, Bern
- 1996: «Lichtweiss», Künstlerhaus S11, Solothurn, Gruppenausstellung
- 1997: «Experiment Bilderbuch», Stadtmuseum Oldenburg (D), Gruppenausstellung
- 1997: «Bilder», Galerie Vita, Bern
- 1998: Wanner AG, Solothurn
- 1998: «Momente», Künstlerhaus S 11, Solothurn, Gruppenausstellung
- 2000: Künstlerhaus, Solothurn
- 2000: Galerie Grossen, Grenchen
- 2001: Galerie Vita, Bern
- 2002: Forum d'art contemporain, Sierre VS, Gruppenausstellung
- 2003: Schlösschen Vorder-Bleichenberg, Biberist, Gruppenausstellung
- 2004: «20 Interviews», Kunsthaus Grenchen Visarte Solothurn
- 2005: «Blue», Mohr Gallery, Mountain View/Kalifornien/USA:,
- 2006: «Blue», Consulate General of Switzerland, San Francisco, Gruppenausstellung
- 2006: Wanner AG, Solothurn, Gruppenausstellung
- 2007: Galerie Rössli, Balsthal, Gruppenausstellung
- 2008: Galerie NäjereHuus, Hersiwil
- 2009: «Gewächs & Geschöpf», Galerie Christoph Abbühl, Solothurn
- 2010: «Werkschau 10», veranstaltet von Visarte, Stadthaus Olten
- 2010: «Subjekt = Objekt = Subjekt», Oxyd Kunsträume, Winterthur
- 2013: «Erde entgeht dem Himmel nicht», Galerie Christoph Abbühl, Solothurn
- 2013: «Durchsicht – Quersicht. Transparenz als Kunstthema», Oxyd Kunsträume, Winterthur
- 2014: Cantonal Berne Jura: Kunsthaus Pasquart, Biel, Museé des arts, Moutier
- 2015: «archebarkeschiffundfloss», Oxyd Kunsträume, Winterthur, Gruppenausstellung
- 2015: «Giardino meraviglioso», Oxyd Kunsträume, Winterthur, Gruppenausstellung
- 2016: «Goya – También mañana florecerán las flores», Bern: Tramdepot Burgernziel, Gruppenausstellung
- 2016/2017: «Über die Natur hinaus – in Transformation», Kunsthaus Grenchen, Gruppenausstellung
- 2017: «Man sieht nur mit dem Herzen gut», Fünfeckpalast, Trogen Appenzell AR
- 2017: «Weiss», Galerie Christoph Abbühl, Solothurn, Gruppenausstellung
- 2017: «schwarz/weiss», veranstaltet von Visarte, Olten, Gruppenausstellung
- 2018: «Am Brunnen hinterm Tore», Galerie Schlosskeller, Fraubrunnen
- 2018: Galerie Christoph Abbühl, Solothurn
- 2019: Visarte Solothurn, «Ist Kunst eine Baustelle?» Schmiedegasse s11 Solothurn, Gruppenausstellung
- 2019: Visarte Solothurn, «Zeichnungen», Olten, Gruppenausstellung
- 2020: «Wo die Winde sich in unsere Blumen wühlten», Lichtfestival Murten
- 2020: «I corvi della signora Palladino», Dienstraum #10, Filiale Kunstmuseum Olten
- 2020: «revivals», Galerie Christoph Abbühl/Kunstforum Solothurn
- 2020: Visarte Solothurn, «überleben», Schlösschen Vorder-Bleichenberg, Biberist, Gruppenausstellung
- 2022: «Rhizo(h)m», Schlösschen Vorder-Bleichenberg, Biberist, Gruppenausstellung
- 2023: «Nicht wirklicher als eine Flocke Schnee», links & rechts, Olten

## Literatur

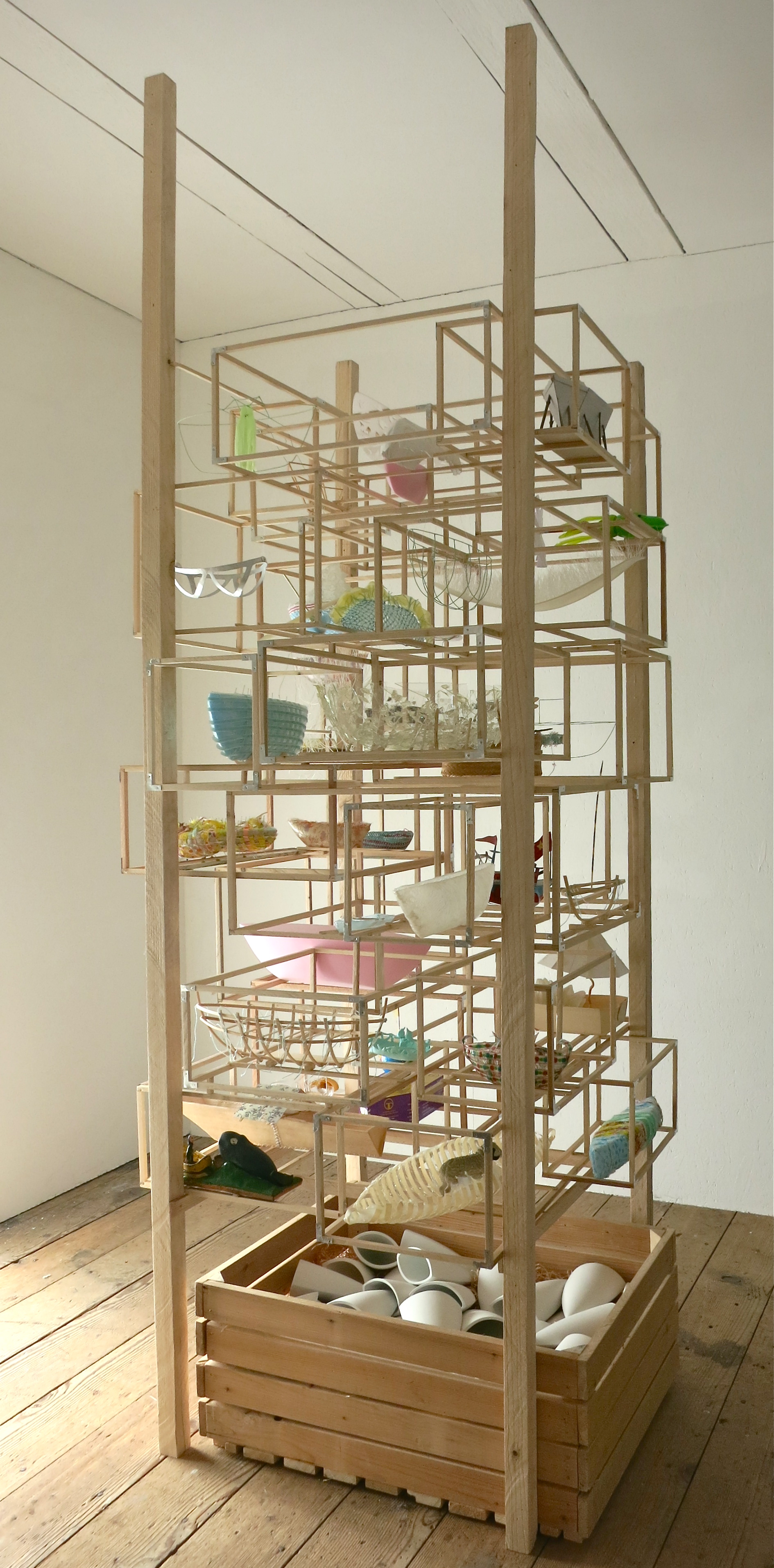
«Werft». 2014. Holzkonstruktion mit Schiffsobjekten. Kunsträume Oxyd, Winterthur